# Salvatore Bianchi (pittore)

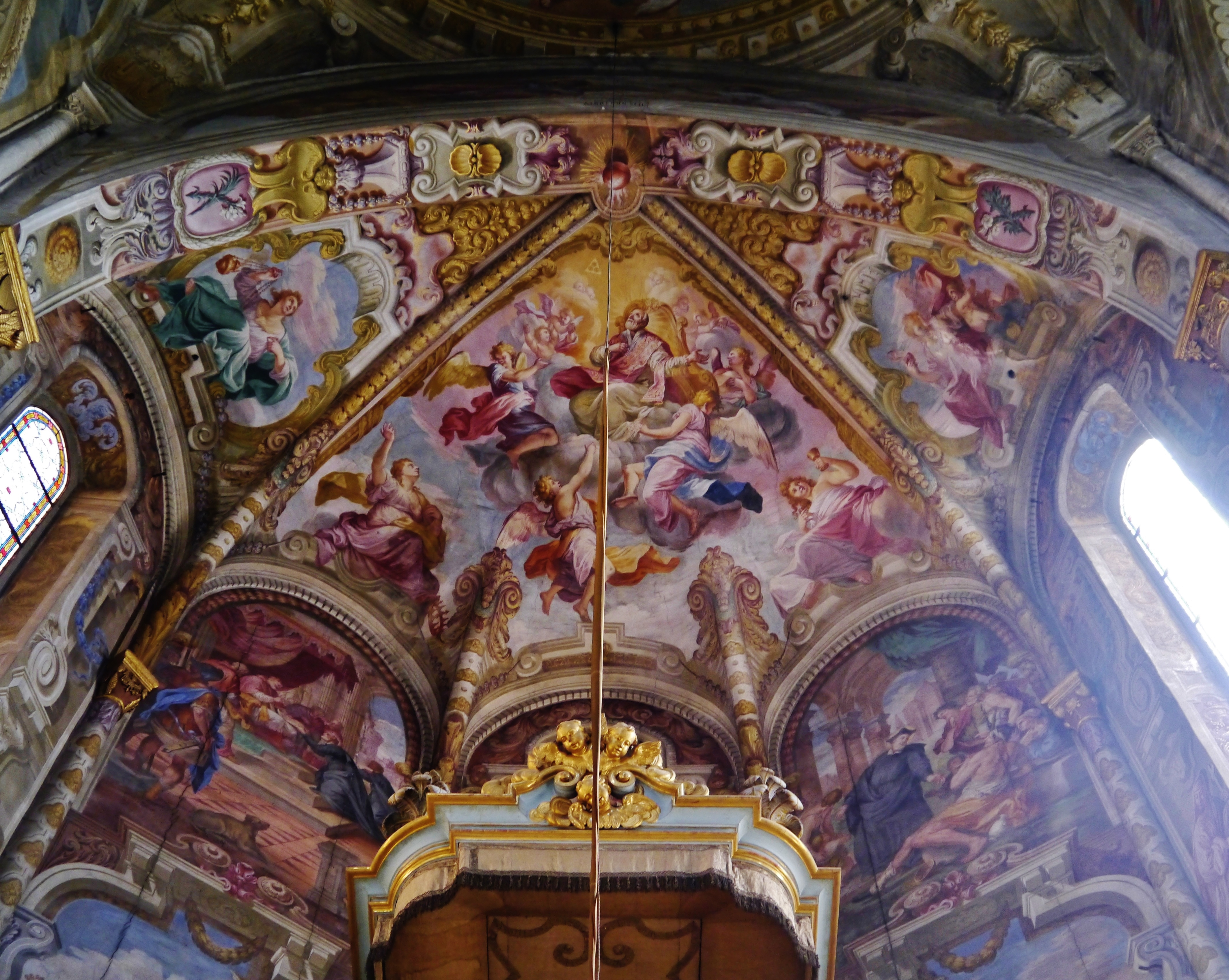
Gloria di San Filippo Neri, Cattedrale di Santa Maria Assunta (Asti)

Salvatore Bianchi, o Bianco, noto come Salvatore Bianchi da Velate, (Velate, 24 maggio 1653 – Velate, 25 gennaio 1727), è stato un pittore italiano.

## Biografia

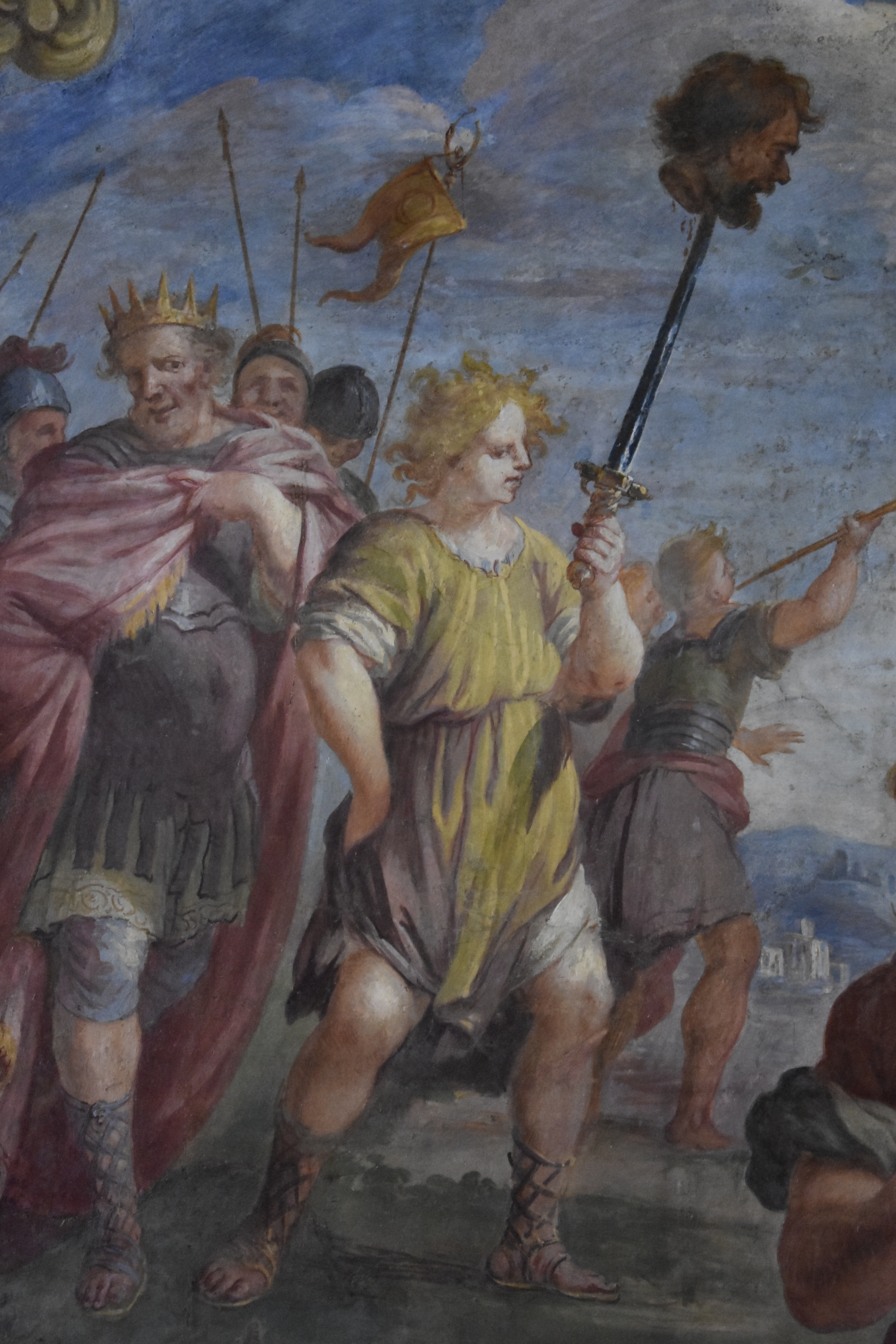
Davide e Golia, particolare. Affresco proveniente dalla chiesa di Sant'Anastasio di Asti, demolita nel 1907, e conservato nella ex chiesa del Gesù

Noto anche come Salvatore Bianco, nacque a Velate da nobile e antica famiglia, figlio di Giorgio e Taddea Ordea. Si fece conoscere in giovane età a Torino, dove figura nel 1683 quale pittore di Sua Altezza Reale il Duca di Savoia, impegnato nella decorazione del palazzo reale di Torino.
Assente da Velate per tutti gli anni Sessanta del secolo, si sa che fu a Torino e ad Asti nella seconda metà degli anni Settanta. 
Sposò 
Margherita Pighina, il 3 dicembre 1677 risulta battezzata la sua prima figlia Francesca Caterina. Risultano registrate nell'albo parrocchiale altre quattro figlie, del figlio maschio Francesco Maria, che proseguì il lavoro del padre, non ci sono documenti ma si presume sia nato intorno all'anno 1689.
Fu poi a Varese verso il 1692 ove affrescò le Scene del Martirio di San Vittore sulle pareti del presbiterio della Basilica di San Vittore.
Morì a Velate nel 1727.

## Opere

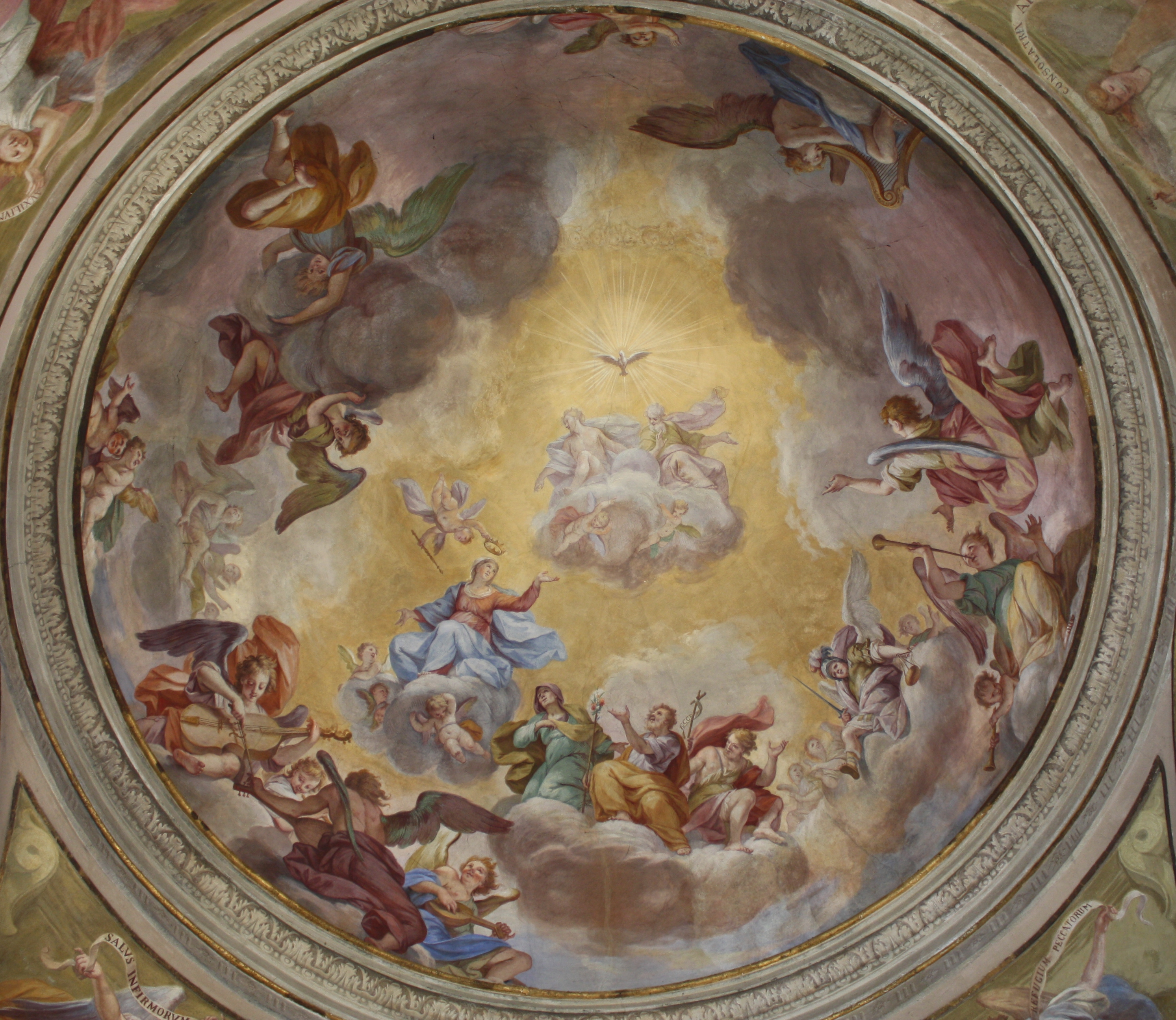
Salvatore e Francesco Maria Bianchi, Madonna delle Grazie, Busto Arsizio - cupola

Formatosi a Velate, centro di piccole dimensioni ma artisticamente operoso, maturò uno stile lombardo, che andò negli anni arricchendosi di connotati bolognesi e piemontesi. Si sa che fu impegnato al Palazzo Reale di Torino, in alcune chiese di Asti e di Varese, e a Bergamo dove sono presenti affreschi in quella che era la chiesa del monastero di Sant'Agata e vari affreschi e dipinti a Busto Arsizio come nella chiesa di Santa Maria delle Grazie.
- Decorazione di Palazzo Trucchi, Torino
- Decorazione di Palazzo Reale, Torino
- Storie di s. Benedetto ed episodi di Storia sacra nella chiesetta di S. Anastasio ad Asti (distrutta), conservate in parte nel Museo Civico
- decorazione pittorica della cappella di San Filippo Neri nel Duomo di Asti, comprende la volta della cappella, con la Gloria di San Filippo Neri, le pareti laterali con episodi della vita e figure in monocromo
- Madonna con Bambino con San Teobaldo e San Secondo, Asti[6]
- affreschi con episodi della Vita di san Vittore nel coro della Basilica di San Vittore (Varese)
- affreschi con Ester e Assuero, Giuditta e Oloferne, Giaele e Sisara, coppie di Putti, sulla volta della navata del santuario del Sacro Monte di Varese
- affreschi con Storie di Sant'Ambrogio, navata del santuario del Sacro Monte di Varese (attribuiti)[2]
- affreschi in San Pietro a Carcegna di Miasino (NO)
- affreschi, Ossario della chiesa dai santi Quirico e Giulitta (Orta)
- affreschi, Tempio civico della Beata Vergine delle Grazie, Busto Arsizio[2]
- Decorazione di Palazzo Provana di Druent, Torino
- Cappella della Villa Alari a Cernusco sul Naviglio[7]
- tela nella chiesa di S. Stefano a Velate con la Vergine, il Bambino e i ss. Francesco e Lucia in collaborazione con il figlio Francesco Maria